# Василије Томић
Василије Томић (Коренита, 14. јануар 1949) умировљени је свештеник Српске православне цркве у чину протојереја-ставрофора и теолог.

## Биографија
Рођен је на Светог Василија Великог, 14. јануара 1949. године, у селу Коренита, код Угљевика. Родитељи Станко Стајо и Ивка (рођена Поповић) били су сељаци. На Светог Илију, 2. августа 1956. године, поведен је у манастир Тавну, с намером да лето проведе код своје тетке (намеснице манастира) монахиње Анастасије коју је замонашио Свети Владика Николај 1940. године. Због немаштине, остао је да живи у манастиру.
У манастиру је завршио осмогодишњу школу: првих четири разреда у Тавни, а наредних четири у Јањи, код Бијељине. Када је, 1964. године, отворена обновљена Карловачка богословија, уписао се у први разред, прво коло ове школе и матурирао 1969. године. Дипломирао је на Богословском факултету Универзитета у Београду 1973. године. Провео је две године на постдипломским студијама у Немачкој (прво први семестар на Римокатоличком теолошком факултету у Регензбургу затим три семестра на Универзитету у Тибингену) где се бавио религијском педагогијом. На Филолошком факултету на катедри за српскохрватски језик и југословенску књижевност, дипломирао је 1980. године. Написао је и докторску дисертацију о Гаврилу Стефановићу Венцловићу.
Епископ зворничко-тузлански Лонгин рукоположио га је у чин ђакона 29. новембра 1975. године у манастиру Тавни, а 1. децембра исте године у чин свештеника. Био је постављен за пароха тузланског, где је служио до Велике Госпојине, 1977. године када прелази у Архиепископију београдско-карловачку и бива прибројен братству Храма Свете Тројице у Београду. У октобру 1978. (на препоруци патријарха Германа) добија своју парохију и прелази у Храм Светог Марка у Београду. На Марковдан, 8. маја 1984. године, патријарх Герман одликовао га је правом ношења црвеног појаса.
У Храму Светог Марка служио је све до свог преласка у Епархију канадску 1. јула 1985. године када га је епископ канадски Георгије поставио за пароха нијагарског. У тој парохији остао је све до 1. октобра 1987. године када је постављен за пароха Цркве Светог Саве у Торонту. Епископ канадски Георгије унапредио га је протонамесничким звањем на Божић 1988. године и протојерејским чином 7. августа 1993. године. Свети архијерејски синод одликовао га је правом ношења напрсног крста, 14. јуна 1998. године. Пошто је имао новинарско искуство (кратко време је уређивао „Православље”), скоро двадесет година је уређивао „Источник”, лист Епархије канадске. У Цркви Светог Саве је служио све до 1. августа 2010. када је прешао у Цркву Светог Архангела Гаврила у Ричмонд Хилу. У фебруару 2012. патријарх Иринеј поставио га је за архијерејског заменика канадске епархије.
У Ричмонд Хилу је служио све до маја 2017. када је пензионисан по свом захтеву.
Ожењен је Горданом (рођеном Мајсторовић) из Чачка. Имају три кћерке: Анастасију (1974), Добрилу (1976) и Јелену (1979) и десеторо унучади. Члан је Удружења књижевника Републике Српске и Удружења књижевника Србије.

## Објављене књиге
- „Огањ у срцу разгорио”, 2002.
- „Ријеч Божија неспутана”, 2009.
- „Јеванђељске”, 2012.